# Пагегяйське самоврядування
Пагегяйське самоврядування (Поґезьке самоврядування; лит. Pagėgių savivaldybė) — адміністративна одиниця в  Тауразькому повіті  Литви. Утворено 2000 року з частини  Шилутського району в результаті адміністративно-територіальної реформи самоврядування.

## Населені пункти
- 2 міста — Пагегяй (Поґеґи) і Панямуне (Понімунь);
- 1 містечко — Вількішкяй;
- 99 сіл.

Чисельність населення (2001):
- Пагегяй — 2393
- Вількішкяй — 883
- Наткішкяй — 724
- Рука — 718
- Лумпенай — 640
- Шілгаляй — 606
- Піктупенай — 416
- Бенінінкай — 369
- Жука — 333
- Панямуне — 329

## Адміністративний поділ
Пагегяйское самоврядування поділяється на 5  староств:
- Вількішкяйське (лит. Vilkyškių seniūnija; адм. Центр: Вількішкяй)
- Лумпенайське (лит. Lumpėnų seniūnija; адм. Центр: Лумпенай)
- Наткішкяйське (лит. Natkiškių seniūnija; адм. Центр: Наткішкяй)
- Пагегяйське (лит. Pagėgių seniūnija; адм. Центр: Пагегяй)
- Стонішкяйське (лит. Stoniškių seniūnija; адм. Центр: Стонішкяй)